# Полярный Одиссей

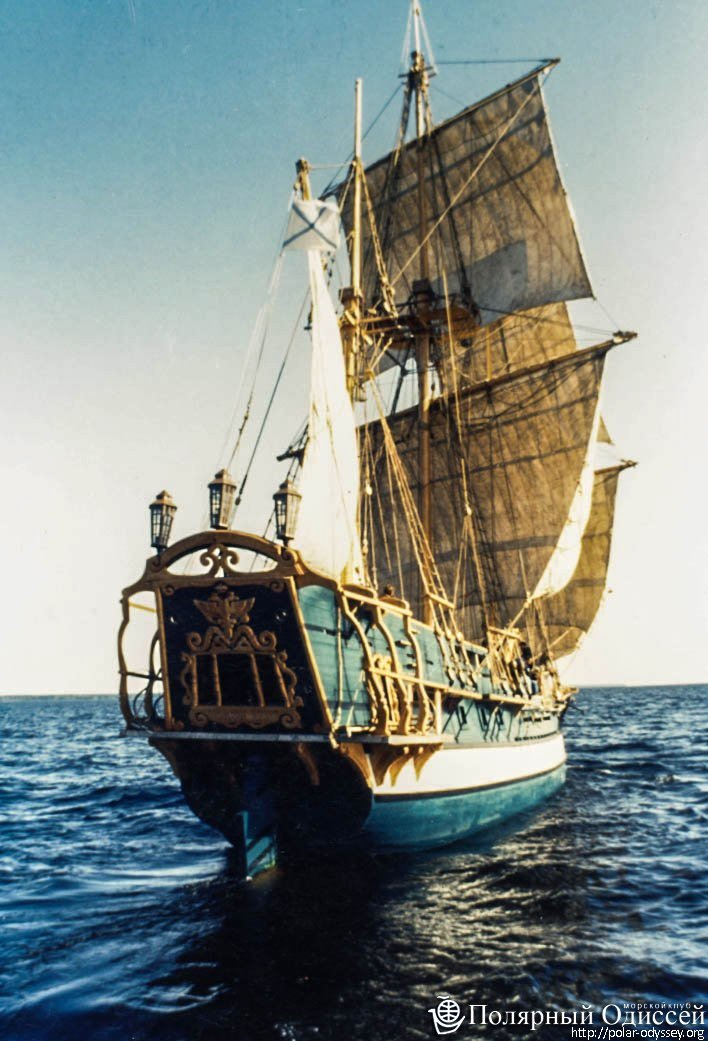
Фрегат «Святой дух»

Поля́рный Одиссей — российский морской историко-культурный центр в Петрозаводске.

## История
В 1978 году состоялось первое плавание на изготовленном членами клуба деревянном боте «Полярный Одиссей» по маршруту Петрозаводск — Кронштадт — Петрозаводск. В 1981 году состоялась первая дальняя экспедиция на «Полярном Одиссее» по Белому и Баренцеву морям.
В 1989 году на коче «Помор» и парусно-моторной лодье «Грумант» состоялось участие в советско-норвежской экспедиции в Арктике, коч и лодья прошли маршрутом от Архангельска до архипелага Шпицберген (Баренцбург).
В 1990 году на изготовленных новоделах древнерусских парусно-гребных лодей «Вера», «Надежда» и «Любовь», члены клуба прошли от Петрозаводска по Волге и Дону, по Азовскому и Черному морям вышли через Босфор и Дарданеллы в Средиземное море, где посетили гору Афон и остров Патмос, Миры Ликийские и Метеоры.
В 1992 году лодьи «Вера», «Надежда» и «Любовь», пройдя из Генуи вдоль побережья Италии, Франции и Испании, через Гибралтарский пролив вышли в Атлантический океан. «Надежда» и «Вера» достигли Канарских островов.
В 1992 году коч «Помор» прошел вдоль побережья «Русской Америки».
В 1992 году спущены на воду копии фрегатов петровской эпохи «Святой Дух» и «Курьер», бот «Пилигрим», галеас «Святая София». «Святой Дух» и «Пилигрим» приняли участие в первом фестивале деревянных судов в г. Котка (Финляндия), достигли Аландских островов.
Лодья «Святитель Николай» приняла участие в Международном парусном фестивале «Брест-92» (Франция).
В 1993 году лодья «Святитель Николай» приняла участие в открытии островных Олимпийских игр на острове Уайт (Великобритания).
В июне 1996 года спущена на воду построенная корабелами клуба историческая копия ботика Петра I.
В 2001 году начато строительство 6-ти пушечной бригантины «Полярный Одиссей» (спущена на воду в 2010 году).
В июле 2014 года спущен на воду парусно-моторный гафельный шлюп «Гонец».
Корабелами морского историко-культурного центра построено более 30 деревянных парусных судов, на которых совершены экспедиции по 20 морям и 3 океанам.